# ステルヴィオ・チプリアーニ
ステルヴィオ・チプリアーニ（Stelvio Cipriani, 1937年8月20日 - 2018年10月1日）は、イタリア・ローマ出身の作曲家。
甘く美しいメロディを作曲することで定評があり、イタリアを中心にヨーロッパ各国の映画界で活躍した。代表作にベニスの愛 Anonimo veneziano（1970年）、ラストコンサート Dedicato a una stella（1976年）など。スティーヴ・パウダー（Steve Powder）という変名を用いる時もある。

## 経歴
ローマで生まれ育ち、同地の名門音楽学校サンタ・チェチーリア音楽院でピアノと音楽理論を学ぶ。音楽院を卒業後はジャズピアニストとして活躍し、アメリカに留学してデイヴ・ブルーベックにジャズ・ピアノを学ぶ。
ピアニストとして活動する傍ら、歌手のボイストレーニングコーチを務めていたチプリアーニに、俳優のトーマス・ミリアンがボイストレーニングを依頼する。この際に親しくなったミリアンの紹介を受けて、チプリアーニはミリアンが悪役で出演したマカロニ・ウェスタン映画ガン・クレイジー The Bounty Killer: La morte ti segue... ma non ha fretta（1966年）の映画音楽によって作曲家デビューを飾る。
キャリアの初期はエンニオ・モリコーネから強く影響を受けた曲調のマカロニ・ウェスタンや、戦争映画の音楽で知られる。1970年には俳優のエンリコ・マリア・サレルノが監督した恋愛映画ベニスの愛（1970年）に美しい音楽を提供し、国際的な名声を得る。ベニスの愛の音楽は1971年度のナストロ・ダルジェント作曲賞を受賞し、ポール・モーリアやリチャード・クレイダーマンにもカバーされるなど世界的なヒット曲となる。また、ベニスの愛には主題歌がなくオーボエとストリングスが流麗なメロディを奏でる伝統的なスタイルの映画音楽ながら、映画公開後に各国で歌詞がつけられてイタリア語版はオルネラ・ヴァノーニ、フランス語版はフリーダ・ボッカラ、日本語版はザ・ピーナッツが歌うなど映画音楽の範疇を超えて広く親しまれた。以降のチプリアーニは初期の映画音楽に見られたモリコーネからの影響を脱却し、甘く美しいメロディを作曲するメロディメイカーとして知られることとなる。

## 作風
イタリア人作曲家らしく、歌心を持った美しいメロディを得意とする。チプリアーニの甘いメロディメイカーとしての個性は特にベニスの愛をはじめ、"Timanfaya (Amor prohibido)"（1972年）、ラストコンサート Dedicato a una stella（1976年）、エデンの園Il giardino dell'Eden（1980年）といった恋愛映画において発揮された。
一方でホラー映画やアクション映画の音楽でもよく知られる。イタリア製恐怖映画の帝王的存在マリオ・バーヴァ監督の晩年の3作品の音楽を手掛けたことがとくに有名で、哀愁にみちたメロディが美しい血みどろの入江 Reazione a catena (Ecologia del delitto)（1971年）、スキャットを取り入れた爽やかな美しさのテーマ曲が印象深い処刑男爵 Gli orrori del castello di Norimberga（1972年）、ジャズの要素を取り入れた迫力のあるアクション映画風スコア"Cani arrabbiati"（1974年）と、3作品ともまったく異なるアプローチでバーヴァの映像美を彩っている。
メロディメイカーとして高い人気を得ていたが、反面、多作家ゆえに楽曲の使いまわしも多かった。特に1973年に大誘拐 La polizia sta a guardare（1973年）に作曲したサスペンスフルなテーマ曲は、その後も"La polizia chiede aiuto"（1974年）やテンタクルズ Tentacoli（1977年）などに流用している。
チプリアーニはインタビューにおいて自身の作曲のスタイルを次のように語っている。
「作曲だけしてあとは他人にまかせることはしない。作曲、編曲、指揮をぜんぶ自分でちゃんとやる。ラッシュ試写を見て頭に入れ、家へ帰って場面を思い出しながらピアノを弾き、イマジネーションをひろげてゆく。作品の内容によって工夫を凝らす。スリラーにはギターを使い、マカロニ・ウェスタンには使わない。ハーモニカ、マランツァーノ（イタリア式のジューズハープ）、アップライト・ピアノの鍵に槌をつけて変わった音を出すように。映画音楽では通常32人以内の弦にピアノ、ファゴット、オーボエなどを加えて最大40人ぐらい。ぼくの作曲と演奏にはぼくの作品だとわかる特色をつける。」

## 『ベニスの愛』と『ある愛の詩』
1970年にチプリアーニが作曲したベニスの愛の音楽が、同年にフランスの作曲家フランシス・レイが作曲したある愛の詩（1970年。同名映画のテーマ曲）に類似しているとして話題になった。
チプリアーニ側は、ベニスの愛の劇場公開がある愛の詩より半年早いことを根拠にしてレイ側に抗議した。しかし当時の映画雑誌スクリーンが報じるところによると、1971年6月にチプリアーニと弁護士がパリに渡ってフランシス・レイと会見すると、両者はあっさりと仲直りした。フランシス・レイはフランス生まれだが実は両親ともにイタリア人であり、同胞のチプリアーニと争うよりも仲良くしたいという意思からあっさりと謝罪。これに深く感動したチプリアーニはレイへの訴えを取り下げたとのことである。チプリアーニに対する慰謝料代わりとしてレイが作曲した栗色のマッドレー（1970年）のサウンドトラックの著作権を譲渡することで和解した。
1974年にチプリアーニが来日した際には、映画評論家の日野康一がインタビューを行いこの件に関して質問をしている。チプリアーニによると「カムレコードの弁護士が訴えて裁判にしようとすすめてきたけれども断った。ぼくの曲はフランシス・レイよりも6ヶ月早く完成していた。映画の（ヨーロッパ）公開も早い。第一、ベニスの愛はホ長調で、ある愛の詩はト長調で書かれている（と楽譜をサラサラと書き、最初の部分を自分で歌って聞かせた）。それにイタリアの著作権法では4小節までは盗作と認めない。」その結果、同業者がお互いに傷つけあうことはやめようと問題は当事者間で解決されたと語っている。

## 来日
1972年11月、イタリアの女性歌手アダ・モーリとともに来日。ヤマハ音楽振興会が主催する第3回世界歌謡祭に出場。アダ・モーリが歌うカンツォーネ「あなただけ（ジャスト・ユー）」Proprio tuの作曲者としてオーケストラを指揮し、入賞を果たした。なお、この「あなただけ」のメロディーはマリオ・バーヴァ監督の血みどろの入江に提供した音楽の使いまわしであった。
また、上述のように1974年にも来日して映画評論家の日野康一によるインタビューに答えている。

## 死去
2018年10月1日、脳卒中による合併症のため、ローマで死去。81歳没。

## 主な作品
| 公開年 | 作品名                                                      | 原題                                                                                    | 備考 |
| ------ | ----------------------------------------------------------- | --------------------------------------------------------------------------------------- | --- |
| 1966年 | ガンクレイジー                                              | The Bounty Killer: La morte ti segue... ma non ha fretta                                | 監督：エウヘニオ・マルティン 出演：トーマス・ミリアン、リチャード・ワイラー                              |
| 1967年 | ガンマン渡世                                                | Un uomo, un cavallo, una pistola                                                        | 監督：ルイジ・ヴァンツィ                                                                                 |
| 1968年 | 北アフリカ戦線・ドイツ機甲部隊せん滅す                      | La lunga notte dei disertori (I 7 di Marsa Matruh)                                      | |
| 1968年 | "Lo straniero di silenzio"                                  |                                                                                         | 監督：ルイジ・ヴァンツィ 出演：トニー・アンソニー、ロイド・バッティスタ、大前均、北村英三                |
| 1968年 | "Luana: la figlia delle foresta vergine"                    |                                                                                         | |
| 1969年 | 痴情の沼                                                    | Whirlpool                                                                               | 監督：ホセ・ラモン・ララス 出演：カール・ランシュベリー、ヴィヴィアン・ニーヴス、ピア・アンデショーン    |
| 1969年 | 特攻ファイター！MT要塞                                      | I diavoli della guerra                                                                  | |
| 1969年 | 男女残酷物語/サソリ決戦                                     | Femina ridens                                                                           | 監督：ピエロ・スキヴァザッパ                                                                             |
| 1969年 | "Edipeon (Il sapore della pelle)"                           |                                                                                         | |
| 1969年 | "La legge della violenza (Tutti o nessuno)"                 |                                                                                         | |
| 1970年 | 陰獣の館／性狂い                                            | Deviation (1970)                                                                        | 監督：ホセ・ラモン・ララス                                                                               |
| 1970年 | ベニスの愛                                                  | Anonimo veneziano                                                                       | 監督：エンリコ・マリア・サレルノ 出演：トニー・ムサンテ、フロリンダ・ボルカン                            |
| 1970年 | 夜行性情欲魔                                                | The Lickerish Quartet                                                                   | 監督：ラドリー・メッツガー                                                                               |
| 1970年 | "Intimità proibita di una giovane sposa"                    |                                                                                         | 監督：オスカル・ブラッツィ 原作：オノレ・ド・バルザック 出演：ロッサノ・ブラッツィ                       |
| 1970年 | "Le Mans: scorciatoia per l'inferno"                        |                                                                                         | |
| 1970年 | "Se t'incontro t'ammazzo"                                   |                                                                                         | |
| 1971年 | 荒野の無頼漢                                                | Testa t'ammazzo, croce... sei morto: Mi chiamano Alleluja                               | 監督：ジュリアーノ・カルニメーオ                                                                         |
| 1971年 | ストリッパー殺人事件                                        | La morte cammina con i tacchi alti                                                      | 監督：ルチアーノ・エルコリ                                                                               |
| 1971年 | 血みどろの入江                                              | Reazione a catena (Ecologia del delitto)                                                | 監督：マリオ・バーヴァ 出演：クローディーヌ・オージェ                                                    |
| 1971年 | ナイト・チャイルド                                          | Night Child                                                                             | 監督：ジェームズ・ケリー 出演：ブリット・エクランド、マーク・レスター                                    |
| 1971年 | 盲目ガンマン                                                | Blindman                                                                                | 監督：フェルディナンド・バルディ 出演：トニー・アンソニー、リンゴ・スター                                |
| 1971年 | 炎の舌を持つイグアナ                                        | "L'iguana dalla lingua di fuoco"                                                        | 監督：リッカルド・フレーダ                                                                               |
| 1971年 | 欲望海岸／ミセス・ジェーンの汚された週末                    | La lunga spiaggia fredda                                                                | 監督：エルネスト・ガスタルディ                                                                           |
| 1971年 | "A cuore freddo"                                            |                                                                                         | 監督：リッカルド・ギオーネ 出演：エンリコ・マリア・サレルノ                                              |
| 1971年 | "Cometogether"                                              | 監督：ソウル・スウィマー 出演：トニー・アンソニー、ルチアーナ・パルッツィ               | |
| 1971年 | "Il diavolo a sette facce (Bloody Mary)"                    |                                                                                         | |
| 1971年 | "L'uomo più velenoso del cobra"                             |                                                                                         | |
| 1971年 | "Maschi e femmine"                                          |                                                                                         | |
| 1971年 | "Senza lasciare tracce"                                     |                                                                                         | |
| 1972年 | 黒い警察                                                    | La polizia ringrazia                                                                    | 監督：ステファノ・ヴァンツィーナ 出演：エンリコ・マリア・サレルノ、シリル・キューザック                  |
| 1972年 | 処刑男爵                                                    | Gli orrori del castello di Norimberga                                                   | 監督：マリオ・バーヴァ 出演：アントニオ・カンタフォーラ、エルケ・ソマー、ジョゼフ・コットン              |
| 1972年 | 続・荒野の無頼漢                                            | Il West ti va stretto, amico... è arrivato Alleluja                                     | |
| 1972年 | バルセロナ殺人事件                                          | La redada (1972)                                                                        | |
| 1972年 | ヨーロッパのある都市の警察のシークレット・ファイルより      | Estratto dagli archivi segreti della polizia di una capitale europea                    | 監督：リッカルド・フレーダ 出演：カミール・キートン                                                      |
| 1972年 | "L'assassino... è al telefono"                              |                                                                                         | 監督：アルベルト・デ・マルティーノ                                                                       |
| 1972年 | "Racconti proibiti... di niente vestiti"                    | 監督：ブルネッロ・ロンディ                                                              | |
| 1972年 | "Timanfaya (Amor prohibido)"                                | 監督・ホセ・アントニオ・デ・ラ・ローマ 出演：クリスチャン・ロバーツ、パティ・シェパード | |
| 1972年 | "Uccidere in silenzio"                                      |                                                                                         | |
| 1972年 | "24 ore... non un minuto di più"                            |                                                                                         | |
| 1972年 | "Il magnifico West"                                         |                                                                                         | |
| 1972年 | "Il mio corpo con rabbia"                                   |                                                                                         | |
| 1973年 | 暗殺の掟                                                    | La mano spietata della legge                                                            | |
| 1973年 | 大誘拐                                                      | La polizia sta a guardare                                                               | |
| 1973年 | 変態マシーン                                                | Quand les filles se déchaînent (Les dechainees)                                         | ※日本公開版はフランス人作曲家パスカル・オーリアが音楽を担当したバージョン。                              |
| 1973年 | "Le mataf" (1973)                                           |                                                                                         | 監督：セルジュ・ルロワ 出演：ミシェル・コンスタンタン、アドルフォ・チェリ                                |
| 1973年 | "Qualcuno ha visto uccidere..."                             | 監督：ラファエル・ロメロ・マルチェント 出演：レイ・ミランド、シルヴァ・コシナ           | |
| 1974年 | ダーティ・チェイサー/凶悪犯死の大逃走500キロ                | Squadra volante                                                                         | 監督：ステルヴィオ・マッシ 出演：トーマス・ミリアン                                                      |
| 1974年 | 虹をわたる風船                                              | Il venditore di palloncini                                                              | 監督：マリオ・ガリアッツォ 出演：レナート・チェスティエ、ジェームズ・ホイットモア、リー・J・コッブ       |
| 1974年 | ラビッド・ドッグズ                                          | Cani arrabbiati                                                                         | 監督：マリオ・バーヴァ                                                                                   |
| 1974年 | "Eroticofollia (Malocchio)"                                 |                                                                                         | |
| 1974年 | "I figli di Zanna Bianca"                                   | 監督：マウリツィオ・プラドー 原作：ジャック・ロンドン                                   | |
| 1974年 | "La moglie giovane"                                         |                                                                                         | |
| 1974年 | "La polizia chiede aiuto"                                   | 監督：マッシモ・ダッラマーノ                                                            | |
| 1974年 | "Processo per direttissima"                                 |                                                                                         | |
| 1975年 | ナイトチャイルド                                            | Il medaglione insanguinato (Perche?)                                                    | 監督：マッシモ・ダッラマーノ 出演：ニコレッタ・エルミ、リチャード・ジョンソン                            |
| 1975年 | 黒い霧の警察                                                | La polizia ha le mani legate                                                            | |
| 1975年 | 刑事マルク                                                  | Mark il poliziotto                                                                      | ステルヴィオ・マッシ 出演：フランコ・ガスパッリ、リー・J・コッブ                                         |
| 1975年 | 野性の呼び声                                                | Il richiamo del lupo                                                                    | 監督：ジャンフランコ・バルダネッロ 原作：ジャック・ロンドン 出演：ジャック・パランス                     |
| 1975年 | "Due cuori, una cappella"                                   |                                                                                         | 監督：マウリツィオ・ルチディ                                                                             |
| 1975年 | "Furia nera"                                                |                                                                                         | |
| 1975年 | "I 4 del clan dal cuore di pietra"                          |                                                                                         | |
| 1975年 | "Peccato senza malizia"                                     |                                                                                         | |
| 1975年 | ペピータ・ヒメネス                                          | Pepita Jiménez                                                                          | 監督：ラファエル・モレーノ・アルバ 原作：フアン・バレーラ 出演：スタンリー・ベイカー、サラ・マイルズ     |
| 1976年 | 悪魔のホロコースト                                          | Le deportate della sezione speciale SS                                                  | 監督：リノ・ディ・シルヴェストロ                                                                         |
| 1976年 | フェラーリの鷹                                              | Poliziotto sprint                                                                       | 監督：ステルヴィオ・マッシ                                                                               |
| 1976年 | 復讐警部・白昼の凶悪爆破魔                                  | Quelli della calibro 38                                                                 | 監督：マッシモ・ダラマーノ                                                                               |
| 1976年 | ブロンディー                                                | Blondy                                                                                  | 監督：セルジョ・ゴッビ 原作：カトリーヌ・アルレー 出演：ロック・ハドソン、カトリーヌ・ジュールダン       |
| 1976年 | ラストコンサート                                            | Dedicato a una stella                                                                   | 監督：ルイジ・コッツィ 出演：パメラ・ヴィロレージ、リチャード・ジョンソン                                |
| 1976年 | ラスト・トリガー／孤独の殺人者                              | Quel pomeriggio maledetto                                                               | 監督：マリオ・シチリアーノ 出演：リー・ヴァン・クリーフ、ジョン・アイアランド                            |
| 1976年 | スペシャリスト44                                            | "Mark colpisce ancora"                                                                  | |
| 1976年 | "La padrona è servita"                                      |                                                                                         | |
| 1976年 | "Le due orfanelle"                                          | ※リリアン・ギッシュ主演の映画 嵐の孤児 のリメイク。                                     | |
| 1977年 | 愛する妻よ                                                  | Cara sposa                                                                              | 監督：パスクァーレ・フェスタ・カンパニーレ ※ダニエレ・パトゥッキとの共同作曲。                           |
| 1977年 | シスター・インモラル／背徳の賛美歌                          | Suor Emanuelle                                                                          | |
| 1977年 | 大理石の牧神                                                | Il fauno di marmo                                                                       | 原作：ナサニエル・ホーソン                                                                               |
| 1977年 | テンタクルズ                                                | Tentacoli                                                                               | 監督：オヴィディオ・G・アソニティス 出演：ジョン・ヒューストン、シェリー・ウィンターズ、ボー・ホプキンス |
| 1977年 | 特殊警察部隊スタント・スクォード                            | La polizia è sconfitta                                                                  | |
| 1977年 | 星になった少年                                              | Gli ultimi angeli (L'avventurosa fuga)                                                  | 監督：エンツォ・ドリア                                                                                   |
| 1977年 | "Torino violenta"                                           |                                                                                         | |
| 1978年 | 黒の標的                                                    | Sono stato un agente C.I.A.                                                             | |
| 1978年 | 地獄の報酬                                                  | Duri a morire                                                                           | |
| 1978年 | ソラメンテ・ネロ                                            | Solamente nero                                                                          | 監督：アントニオ・ビド ※演奏はイタリアのプログレッシブ・ロックバンドのゴブリン。                         |
| 1978年 | 小さな唇                                                    | Piccole labbra                                                                          | 監督：ドメニコ・カタリニチ 出演：ピエール・クレマンティ                                                  |
| 1978年 | パニック・アリゲーター／悪魔の棲む沼                        | Il fiume del grande caimano                                                             | 監督：セルジオ・マルティーノ                                                                             |
| 1978年 | 人食いシャーク・バミューダ魔の三角地帯の謎                  | Bermude: la fossa maledetta                                                             | |
| 1978年 | ラスト・クリスマス                                          | Questo sì che è amore                                                                   | |
| 1978年 | "Enfantasme"                                                |                                                                                         | 監督：セルジョ・ゴッビ 原作：G・J・アルノー                                                              |
| 1978年 | "La signora ha fatto il pieno"                              |                                                                                         | |
| 1978年 | "Malabestia"                                                |                                                                                         | |
| 1978年 | "Maternale"                                                 | 監督：ジョヴァンナ・ガリアルド 出演：カルラ・グラヴィーナ                               | |
| 1978年 | "Papaya dei Caraibi"                                        |                                                                                         | |
| 1979年 | コンコルド                                                  | Concorde Affaire '79                                                                    | 監督：ルッジェロ・デオダート 出演：ジェームズ・フランシスカス、ミムジー・ファーマー                      |
| 1979年 | イタリアンマフィア/仁義なき抗争                             | Sbirro, la tua legge è lenta... la mia... no!                                           | |
| 1979年 | バーミューダとの遭遇／深海に潜む宇宙人の謎                  | Uragano sulle Bermude: L'ultimo S.O.S. (Incontri con gli umanoidi)                      | |
| 1979年 | ハイティーン襲撃・恐怖の女子陸上競技部暴行事件              | Midnight Blue                                                                           | |
| 1979年 | 地獄のボディガード・スーパーゴリラ/ヨーロッパ犯罪地帯を暴く | Super Gorilla                                                                           | 監督：フランコ・プロスペリ ※日伊合作のTVドキュメンタリー                                                 |
| 1979年 | "Bersaglio altezza uomo"                                    |                                                                                         | |
| 1979年 | "La vedova del trullo"                                      |                                                                                         | |
| 1979年 | "Libidine"                                                  |                                                                                         | |
| 1979年 | "Pensione amore servizio completo"                          |                                                                                         | |
| 1979年 | "Torino centrale del vizio"                                 |                                                                                         | |
| 1979年 | "Un'ombra nell'ombra"                                       | ※演奏はゴブリン。                                                                       | |
| 1980年 | アウトロー・コップ                                          | Poliziotto, solitudine e rabbia                                                         | |
| 1980年 | エデンの園                                                  | Il giardino dell'Eden                                                                   | 監督：増村保造 出演：ロニー・ヴァレンテ、レオノーラ・ファーニ                                            |
| 1980年 | スピード・ドライバー                                        | Speed Driver                                                                            | |
| 1980年 | ナイトメア・シティ（吸血魔の街）                            | Incubo sulla città contaminata                                                          | 監督：ウンベルト・レンツィ                                                                               |
| 1980年 | "Journal d'une maison de correction"                        |                                                                                         | |
| 1980年 | "Mafia, una legge che non perdona"                          |                                                                                         | |
| 1980年 | "Paradiso Blu"                                              |                                                                                         | |
| 1980年 | "Tony, l'altra faccia della Torino violenta"                |                                                                                         | |
| 1981年 | 殺人魚フライングキラー                                      | Piranha Part Two: The Spawning                                                          | 監督：ジェームズ・キャメロン 出演：トリシア・オニール、スティーヴ・マラチャック                          |
| 1981年 | ラスト・ハーレム/美女学園に隠された愛欲の罠                 | L'ultimo harem                                                                          | |
| 1982年 | ミッシング・ボーダー／地獄の戦場                            | Angkor: Cambodia Express                                                                | |
| 1983年 | 黄色い悪夢                                                  | La casa del tappeto giallo                                                              | |
| 1983年 | ラッシュ／地獄からの脱出                                    | Rush                                                                                    | |
| 1985年 | 地獄の軍団／密林のテクノ・コマンド                          | Squadra selvaggia (I cinque del Condor)                                                 | |
| 1986年 | ショー・コスギ'88／復讐遊戯                                 | Rage of Honor                                                                           | |
| 1987年 | 死海からの脱出                                              | La notte degli squali                                                                   | |
| 1987年 | 追跡大陸／グレート・ミッション                              | Fuoco incrociato                                                                        | |
| 1987年 | 聖女（シスター）のもだえ                                    | Penombra                                                                                | |
| 1987年 | 追跡大陸/グレート・ミッション                               | Fuoco incrociato                                                                        | |
| 1987年 | デッドサバイバー/傭兵達の黙示録                             | Mercenari dell'apocalisse                                                               | |
| 1987年 | バード・パニック                                            | El ataque de los pájaros                                                                | ※音楽はほとんどが過去の自作からの使いまわし。                                                            |
| 1988年 | "Taxi Killer"                                               |                                                                                         | |
| 1989年 | レプスキー絶体絶命／その男凶暴につき                        | Présumé dangereux                                                                       | ※主題歌はフランス人作曲家クロード・ボランが作曲。                                                        |
| 1991年 | 愛する事ができないのなら…                                   | ...se non avessi l'amore                                                                | |
| 1991年 | ルチオ・フルチの 地獄の門2                                  | Voci dal profondo                                                                       | 監督：ルチオ・フルチ                                                                                     |
| 1992年 | 檻の中の情事                                                | Out of Control                                                                          | |
| 2001年 | アッシャ/洞窟の女王                                         | She                                                                                     | |
| 2001年 | エネミー・アクション2                                       | Queen's Messenger                                                                       | |
| 2001年 | トレイン・ジャック／オリエント急行                          | Death, Deceit & Destiny Aboard the Orient Express                                       | |
| 2002年 | ぼくの名犬テンペスト                                        | Il destino ha 4 zampe                                                                   | |